# Jan Michaelsen
Pour les articles homonymes, voir Michaelsen.
Jan Munch Michaelsen est un footballeur danois né le 28 novembre 1970 à Nantes. Il est le fils d'Allan Michaelsen, international danois notamment passé par le FC Nantes.

## Biographie

### En sélection
- 19 sélections et 1 but avec l'équipe du Danemark.

## Carrière
- 1991-1992 : Svendborg FB  Danemark
- 1992-1993 : Vanløse IF  Danemark
- 1993-1996 : Hellerup IK  Danemark
- 1996-2001 : AB Copenhague  Danemark
- 2001-2004 : Panathinaïkos  Grèce
- 2004-2007 : Ham-Kam  Norvège